# Nachwuchs-Leichtathletik-Länderkampf der Männer 1981 BR Deutschland – Italien
| 13. Leichtathletik-Länderkampf mit bundesdeutscher Beteiligung 1981 | 13. Leichtathletik-Länderkampf mit bundesdeutscher Beteiligung 1981 |
| ------------------------------------------------------------------- | ------------------------------------------------------------------- |
|                                                                     |                                                                     |
| Ländervergleich der Männer, Nachwuchs: BR Deutschland – Italien     |                                                                     |
| Austragungsort                                                      | Schweinfurt                                                         |
| Wettbewerbe                                                         | 20                                                                  |
| Datum                                                               | 8. August                                                           |
| 1. FRG 2. ITA                                                       | 132 Punkte 080 Punkte                                               |
| Chronik                                                             |                                                                     |
| ← FRG-ITA-NLD-AUT-SUI 00Str’lauf (M)                                | erster LK 1982:00 ITA-FRG Werfer (M) →                              |

Im dreizehnten und letzten Vergleich des Länderkampfjahres 1981 trafen die bundesdeutschen Nachwuchs-Athleten zum zweiten Mal nach 1980 auf Italien. Gastgeber war am 8. August die Stadt Schweinfurt. Das erste Aufeinandertreffen hatten Italiens Talente für sich entschieden. Die letzte Begegnung in einem Zweiländerkampf zwischen den Toppathleten der beiden Nationen lag schon länger zurück und hatte 1964 stattgefunden. Zwischenzeitlich hatte es allerdings vier Veranstaltungen als Sechsländerkampf gegeben, an denen zusätzlich Belgien, Frankreich, die Niederlande und die Schweiz beteiligt waren. Alle vorangegangenen Treffen hatten die bundesdeutschen Teams für sich verbucht.

## Modus
Auf dem Programm standen die bei Länderkämpfen üblichen zwanzig Disziplinen. Die beiden Langstreckenläufe wurden wie schon fast üblich bei solchen Ländervergleichen gekürzt. Anstelle der Rennen über 5000 und 10.000 Meter wurden Läufe über 3000 und 5000 Meter ausgetragen. Aus dem olympischen Wettbewerbskatalog fehlten so nur der 10.000-Meter-Lauf, der Marathonlauf, die beiden Disziplinen im Straßengehen und der Zehnkampf. Am Start waren zwei Teilnehmer je Land und Wettbewerb. Die Wertung erfolgte nach dem Standardsystem.

## Ergebnis
In der Einzelläufen konnten Italiens Nachwuchssportler vier Siege erringen. Die bundesdeutschen Vertreter waren mit sechs Disziplingewinnen allerdings erfolgreicher. In beiden Staffeln und in allen technischen Wettbewerben lagen die bundesdeutschen Leichtathleten vorn. So glich das bundesdeutsche Nachwuchsteam die Bilanz gegen Italien auf eins zu eins aus und siegte sehr klar mit 132 zu achtzig Punkten.

## Resultate

### 100 m
| Platz | Athlet              | Land | Zeit (s) |
| ----- | ------------------- | ---- | -------- |
| 1     | Christian Haas      | FRG  | 10,40    |
| 2     | Richard Luxenburger | FRG  | 10,56    |
| 3     | Giovanni Grazioli   | ITA  | 10,68    |
| 4     | Massimo Clementoni  | ITA  | 10,85    |

### 200 m
| Platz | Athlet               | Land | Zeit (s) |
| ----- | -------------------- | ---- | -------- |
| 1     | Peter Klein          | FRG  | 21,14    |
| 2     | Michele Di Pace      | ITA  | 21,48    |
| 3     | Walter Gabetta       | ITA  | 21,52    |
| 4     | Christian Zirkelbach | FRG  | 21,57    |

### 400 m
| Platz | Athlet               | Land | Zeit (s) |
| ----- | -------------------- | ---- | -------- |
| 1     | Erwin Skamrahl       | FRG  | 45,79    |
| 2     | Thomas Giessing      | FRG  | 46,75    |
| 3     | Roberto Tozzi        | ITA  | 47,17    |
| 4     | Salvatore de Martino | ITA  | 48,24    |

### 800 m
| Platz | Athlet            | Land | Zeit (min) |
| ----- | ----------------- | ---- | ---------- |
| 1     | Andreas Baranski  | FRG  | 1:50,10    |
| 2     | Stefano Cecchini  | ITA  | 1:50,16    |
| 3     | Rosario Zingalese | ITA  | 1:50,26    |
| 4     | Wolfgang Frombold | FRG  | 1:50,32    |

### 1500 m
| Platz | Athlet             | Land | Zeit (min) |
| ----- | ------------------ | ---- | ---------- |
| 1     | Claudio Patrignani | ITA  | 3:44,35    |
| 2     | Klaus-Peter Nabein | FRG  | 3:44,47    |
| 3     | Hans Allmandinger  | FRG  | 3:44,85    |
| 4     | Franco Boffi       | ITA  | 3:48,32    |

### 3000 m
| Platz | Athlet            | Land | Zeit (min) |
| ----- | ----------------- | ---- | ---------- |
| 1     | Alberto Cova      | ITA  | 7:59,79    |
| 2     | Paul Nothacker    | FRG  | 8:00,22    |
| 3     | Antonio Selvaggio | ITA  | 8:01,18    |
| 4     | Rainer Schwarz    | FRG  | 8:11,85    |

### 5000 m
| Platz | Athlet           | Land | Zeit (min) |
| ----- | ---------------- | ---- | ---------- |
| 1     | Piero Selvaggio  | ITA  | 13:55,45   |
| 2     | Michael Scheytt  | FRG  | 14:00,49   |
| 3     | Alessio Faustino | ITA  | 14:06,60   |
| 4     | Martin Großkopf  | FRG  | 14:36,39   |

### 110 m Hürden
| Platz | Athlet             | Land | Zeit (s) |
| ----- | ------------------ | ---- | -------- |
| 1     | Karl-Werner Dönges | FRG  | 13,93    |
| 2     | Peter Scholz       | FRG  | 13,95    |
| 3     | Pietro Rozza       | ITA  | 14,55    |
| 4     | Georg Prast        | ITA  | 14,63    |

### 400 m Hürden
| Platz | Athlet           | Land | Zeit (s) |
| ----- | ---------------- | ---- | -------- |
| 1     | Wolfgang Richter | FRG  | 50,66    |
| 2     | Manfred Bentz    | FRG  | 52,00    |
| 3     | Marco Pessini    | ITA  | 52,12    |
| 4     | Vinicio Ruggeri  | ITA  | 52,67    |

### 3000 m Hindernis
| Platz | Athlet           | Land | Zeit (min) |
| ----- | ---------------- | ---- | ---------- |
| 1     | Giovanni Bettati | ITA  | 8:47,70    |
| 2     | Andreas Weniger  | FRG  | 8:48,03    |
| 3     | Franco Musiari   | ITA  | 8:51,22    |
| 4     | Harald Koken     | FRG  | 9:05,21    |

### 4 × 100 m Staffel
| Platz | Besetzung      | Land                                                              | Zeit (s) |
| ----- | -------------- | ----------------------------------------------------------------- | -------- |
| 1     | BR Deutschland | Christian Zirkelbach Richard Luxenburger Fritz Heer Peter Schwelm | 39,84    |
| 2     | Italien        | Massimo Clementoni Michele Di Pace Angelini Walter Gabetta        | 40,72    |

### 4 × 400 m Staffel
| Platz | Besetzung      | Land                                                    | Zeit (min) |
| ----- | -------------- | ------------------------------------------------------- | ---------- |
| 1     | BR Deutschland | Martin Weppler Peter Schwelm Mark Henrich Hartmut Weber | 3:05,45    |
| 2     | Italien        | Roberto Tozzi Salvatore de Martino Di Carlo Cricchi     | 3:09,46    |

### Hochsprung
| Platz | Athlet       | Land | Höhe (m) |
| ----- | ------------ | ---- | -------- |
| 1     | Harald Ehlke | FRG  | 2,16     |
| 2     | Paolo Borghi | ITA  | 2,14     |
| 2     | Walter Sergo | ITA  | 2,14     |
| 4     | Uwe Martin   | FRG  | 2,11     |

### Stabhochsprung
| Platz | Athlet          | Land | Höhe (m) |
| ----- | --------------- | ---- | -------- |
| 1     | Jürgen Winkler  | FRG  | 5,35     |
| 2     | Gerhard Schmidt | FRG  | 5,10     |
| 3     | Dino Alagona    | ITA  | 4,80     |
| 4     | Viktor Drechsel | ITA  | 4,60     |

### Weitsprung
| Platz | Athlet            | Land | Weite (m) |
| ----- | ----------------- | ---- | --------- |
| 1     | Jörg Klocke       | FRG  | 7,63      |
| 2     | Jens Knipphals    | FRG  | 7,43      |
| 3     | Fabricio Secchi   | ITA  | 7,28      |
| 4     | Markus Hillebrand | ITA  | 7,24      |

### Dreisprung
| Platz | Athlet          | Land | Weite (m) |
| ----- | --------------- | ---- | --------- |
| 1     | Peter Bouschen  | FRG  | 16,49     |
| 2     | Wolfgang Knabe  | FRG  | 15,72     |
| 3     | Dario Badinelli | ITA  | 15,64     |
| 4     | Alessandro Ussi | ITA  | 15,21     |

### Kugelstoßen
| Platz | Athlet           | Land | Weite (m) |
| ----- | ---------------- | ---- | --------- |
| 1     | Werner Hartmann  | FRG  | 18,57     |
| 2     | Marco Giacomini  | ITA  | 18,05     |
| 3     | Michael Hübscher | FRG  | 17,43     |
| 4     | Giorgio Zerbini  | ITA  | 17,21     |

### Diskuswurf
| Platz | Athlet           | Land | Weite (m) |
| ----- | ---------------- | ---- | --------- |
| 1     | Werner Hartmann  | FRG  | 60,08     |
| 2     | Bernhard Fischer | FRG  | 56,38     |
| 3     | Marco Martino    | ITA  | 56,30     |
| 4     | Marco Bucci      | ITA  | 53,30     |

### Hammerwurf
| Platz | Athlet            | Land | Weite (m) |
| ----- | ----------------- | ---- | --------- |
| 1     | Jörg Schaefer     | FRG  | 70,92     |
| 2     | Wolfgang Heinrich | FRG  | 69,80     |
| 3     | Romeo Budai       | ITA  | 65,70     |
| 4     | Lucio Serrani     | ITA  | 61,74     |

### Speerwurf
| Platz | Athlet           | Land | Weite (m) |
| ----- | ---------------- | ---- | --------- |
| 1     | Wolfram Gambke   | FRG  | 85,64     |
| 2     | Werner Kalb      | FRG  | 72,76     |
| 3     | Alfrede Marson   | ITA  | 71,06     |
| 4     | Michele Piovesan | ITA  | 68,12     |